# 于格·法布里斯·赞戈
于格·法布里斯·赞戈（法語：Hugues Fabrice Zango，1993年6月25日—）是一名专长于跳远和三级跳远的布基纳法索田径运动员。赞戈参加了巴西里约热内卢举行的2016年夏季奥林匹克运动会，他在三级跳远项目中取得第34名。此後，他在2020年夏季奧林匹克運動會男子三級跳遠項目獲得銅牌，是代表團史上第一位獲得獎牌的選手。